# پاراماریبو
پاراماریبو (به انگلیسی: Paramaribo) پایتخت و بزرگ‌ترین شهر سورینام است که در سواحل رودخانهٔ سورینام در ناحیه پاراماریبو واقع شده است. پاراماریبو بر اساس سرشماری سال ۲۰۱۱ در پاراماریبو، ۲۴۴٬۹۵۶ نفر جمعیت دارد. این تعداد نفر، تقریباً نیمی از جمعیت سورینام است. شهر تاریخی داخلی پاراماریبو از سال ۲۰۰۲ در فهرست میراث جهانی یونسکو قرار گرفته‌است.

## جغرافیا
شهر پاراماریبو در بخش پاراماریبو با جمعیتی بالغ بر ۲۵۰هزار نفر واقع شده‌است. این شهر بر روی رودخانه سورینام در فاصله تقریبی ۱۵ کیلومتری از اقیانوس اطلس در داخل این کشور واقع شده‌است. پاراماریبو در موقعیت جغرافیایی '۵۲ °۵ شمالی، و '۱۰ °۵۵ غربی قرار گرفته و محدوده زمانی آن به استثنای وضعیت یک ساعت جلوتربردن ساعت، در ۳-UTC قرار دارد.
جمعیت این شهر حدوداً ۲۵۰ هزار نفر است و نیمی از جمعیت کشور سورینام را در خود جای داده است و بر کرانهٔ رود پاراماریبو قرار گرفته‌است. فاصله آن از کرانهٔ اقیانوس اطلس، ۱۵ کیلومتر است.

## تاریخچه
این منطقه، یک مقر بازرگانی هلندیان بود که بعداً در سال ۱۶۳۰ در تصرف انگلیسیان درآمد. در سال ۱۶۵۰ شهر پاراماریبو پایتخت مستعمره تازه انگلیسی شد.
این ناحیه در سال ۱۶۳۰ توسط انگلیس مسکونی شد، و در سال ۱۶۵۰ این شهر پایتخت مستعمره جدید انگلیس شد. این ناحیه بین بریتانیا و هلند دست به دست شد اما تا زمان استقلال سورینام در سال ۱۹۷۵، از سال ۱۸۱۵ تحت حکومت هلند بود. شهروندان آن عمدتاً از نژاد هندی - آسیایی، بومی، آفریقایی، و تبار مردم هلندی هستند.
در ژانویه ۱۸۲۱، آتش‌سوزی در مرکز شهر حدود ۴۰۰ خانه و ساختمانهای دیگر را ویران نمود. در آتش‌سوزی دوم در سپتامبر ۱۸۳۲، ۴۶ خانه در بخش غربی «واتر کانت» ۴۶ خانه دیگر نیز تخریب گردید.

## اقتصاد
صادرات اصلی این شهر، بوکسیت، نیشکر، برنج، کاکائو، قهوه، عرق نیشکر و چوبهای مناطق حاره است.
سیمان، رنگ، و آبجو نیز همه در این شهر تولید می‌شوند.

## فرهنگ
پاراماریبو به دلیل بافت نژادی متضاد خود مشهور است از جمله هندیها، دورگه‌ها، برده‌های فراری، اندونزیایی‌ها، آمریندیها، چینی‌ها و اروپاییها.
در روزهای یکشنبه و تعطیلات یک رقابت آواز پرنده برگزار می‌شود. پرندگان سیاه " تواتوا " (سهره پهن منقار، "اوریزوبروس کراسیروستریس ") رایجترین پرندگانی هستند که برای این منظور استفاده می‌شوند. این پرنده در بخش ملحقات-۱ CITES قرار دارد.

## فوتبال و پاراماریبو
پاراماریبو محل تولید تعدادی بازیگر فوتبال می‌باشد؛ برخی از آنها بعدها در تیم ملی فوتبال هلندیها حاضر شده‌اند.
- ادگار داویدز
- هنک فریزر
- فرانک ریکارد
- کلرنس سیدورف
- مارک دوریز

## نکات جالب

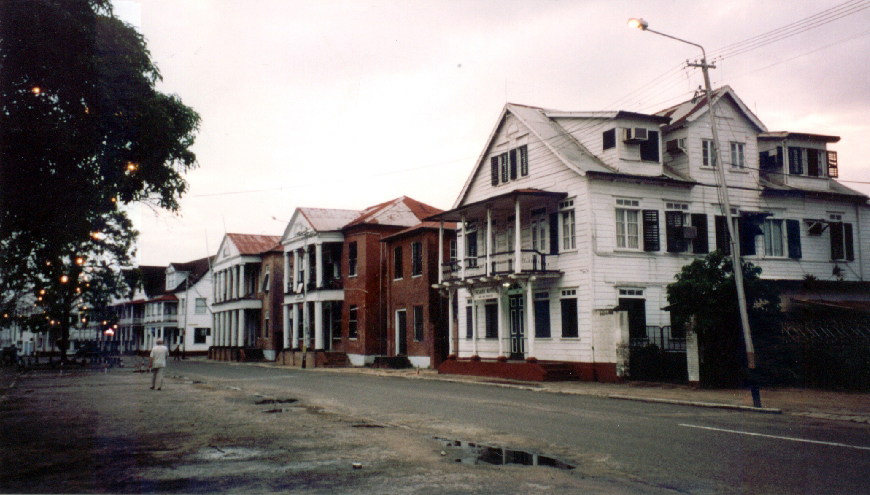
منازل به سبک دوره استعمار، " واترکانت " پاراماریبو

میدان استقلال یا Onafhankelijksplein، در مرکز شهر پاراماریبو شامل کاخ ریاست جمهوری و مجلس ملی می‌باشد. درست در کنار میدان پارک انتوئین Arecaceae قرار دارد. نقاط جالب دیگر سورینام عبارتند از موزه، موزه ضرابخانه، قلعه زیلاندیا (پاراماریبو)| قلعه زیلاندیا (با قدمت قرن هفدهم، یک بازار و کانال‌های برجای مانده از هلند. تعداد گسترده‌ای از ساختمانهای استعمار هلندی در این شهر وجود دارد.
تعداد گسترده‌ای از ساختمانهای مذهبی در این شهر وجود دارد که به دلیل تقابل نژادی در آن است. دو کنیسه، یک مسجد، و دو ماندیر (معبد هندو)، یک کلیسای اصلاح طلب هلندی و یک کلیسای اعظم کاتولیک رمی (کلیسای اعظم کاتولیک رمی سن پیتر و سن پاول که در سال ۱۸۸۵ از چوب ساخته شده، قرار دارند. تصور می‌شود آن بزرگترین ساختمان چوبی در کشورهای آمریکایی باشد، اما فعلاً برای مرمت و بازسازی بسته‌است.
هتلهای متعددی در شهر وجود دارند، یک هتل اصلی آن هتل توراریکا است که یک کازینو داشته و کلاً" به عنوان بهترین و بزرگترین هتل سورینام محسوب می‌شود. هتلهای دیگر شامل هتل سفیر (امباسادور)، مهمانسرای کومبی این، دولوافه، اقامتگاه اکوریزورت، مهمانخانه فانا، آمیس، هتل ساووی، کراسناپولسکی، مهمانسرای لیزا، مهمان خانه سولانا و مهمانسرای YMCA هستند.
سورینام تنها یک سینما دارد که آن هم در پایتخت قرار دارد.

## سفر
پاراماریبو دارای یک فرودگاه بین‌المللی یوهان آدولف پنگل و فرودگاه «زورگن هوپ» برای پروازهای داخلی است.

## شهرهای خواهر
- ویلمشتاد، آنتیل هلند
- هانگژو، جمهوری خلق چین
- آنتورپ، بلژیک